# Дошлюбний секс
| Позашлюбна народжуваність                                                       | Позашлюбна народжуваність | Позашлюбна народжуваність | Позашлюбна народжуваність | Позашлюбна народжуваність |
| ------------------------------------------------------------------------------- | ------------------------- | ------------------------- | ------------------------- | ------------------------- |
| Країна                                                                          | Рік                       |                           | [а]                       | Зміна                     |
| Ісландія                                                                        | 1980                      |                           | 40%                       | +26%                      |
| Ісландія                                                                        | 2007                      |                           | 66%                       | +26%                      |
| Болгарія                                                                        | 1980                      |                           | 11%                       | +45%                      |
| Болгарія                                                                        | 2007                      |                           | 56%                       | +45%                      |
| Швеція                                                                          | 1980                      |                           | 40%                       | +15%                      |
| Швеція                                                                          | 2007                      |                           | 55%                       | +15%                      |
| Норвегія                                                                        | 1980                      |                           | 15%                       | +39%                      |
| Норвегія                                                                        | 2007                      |                           | 54%                       | +39%                      |
| Франція                                                                         | 1980                      |                           | 11%                       | +39%                      |
| Франція                                                                         | 2007                      |                           | 50%                       | +39%                      |
| Данія                                                                           | 1980                      |                           | 33%                       | +13%                      |
| Данія                                                                           | 2007                      |                           | 46%                       | +13%                      |
| Латвія                                                                          | 1980                      |                           | 13%                       | +32%                      |
| Латвія                                                                          | 2007                      |                           | 45%                       | +32%                      |
| Велика Британія                                                                 | 1980                      |                           | 12%                       | +32%                      |
| Велика Британія                                                                 | 2007                      |                           | 44%                       | +32%                      |
| США                                                                             | 1980                      |                           | 18%                       | +22%                      |
| США                                                                             | 2007                      |                           | 40%                       | +22%                      |
| Нідерланди                                                                      | 1980                      |                           | 4%                        | +36%                      |
| Нідерланди                                                                      | 2007                      |                           | 40%                       | +36%                      |
| Ірландія                                                                        | 1980                      |                           | 5%                        | +28%                      |
| Ірландія                                                                        | 2007                      |                           | 33%                       | +28%                      |
| Німеччина                                                                       | 1980                      |                           | 12%                       | +18%                      |
| Німеччина                                                                       | 2007                      |                           | 30%                       | +18%                      |
| Канада                                                                          | 1980                      |                           | 13%                       | +17%                      |
| Канада                                                                          | 2007                      |                           | 30%                       | +17%                      |
| Російська федерація                                                             | 1980                      |                           | 12%                       | +18%                      |
| Російська федерація                                                             | 2007                      |                           | 30%                       | +18%                      |
| Іспанія                                                                         | 1980                      |                           | 4%                        | +24%                      |
| Іспанія                                                                         | 2007                      |                           | 28%                       | +24%                      |
| Італія                                                                          | 1980                      |                           | 4%                        | +17%                      |
| Італія                                                                          | 2007                      |                           | 21%                       | +17%                      |
| Україна                                                                         | 1980                      |                           | 4%                        | +17%                      |
| Україна                                                                         | 2007                      |                           | 21%                       | +17%                      |
| Греція                                                                          | 1980                      |                           | 2%                        | +6%                       |
| Греція                                                                          | 2007                      |                           | 7%                        | +6%                       |
| Японія                                                                          | 1980                      |                           | 1%                        | +1%                       |
| Японія                                                                          | 2007                      |                           | 2%                        | +1%                       |
| ^ Частка дітей народжених жінками, які не перебували у зареєстрованому шлюбі, % |                           |                           |                           |                           |

Дошлюбний секс — статевий акт до вступу у законний шлюб. У розвинених країнах сексуальні стосунки безвідносно до шлюбу нині поширені та не вважаються злочином. Більшість пар вступають у сексуальні стосунки одне з одним (або з іншими особами) до укладення шлюбу.
В Середньовіччя дошлюбні або позашлюбні сексуальні стосунки вважалися злочином, що називався перелюбством, і каралися грошовими штрафами або навіть смертною карою. Також і народження дитини до шлюбу вважалося аморальним; у випадку ж вступу в шлюб вагітної жінки весілля проводилася швидко і без весільних урочистостей.
Закони Шаріату (Коран 24: 2) передбачають покарання 100 ударами за дошлюбний секс. На Близькому Сході, де діють суворі закони шаріату, дошлюбний секс заборонений і переслідується. У Саудівській Аравії за нього можуть порушити кримінальну справу. У багатьох провінціях Ємену і Пакистану місцеві суди можуть засудити жінку до смертної кари, а чоловіка до ударів батогами. Якщо жінка вагітніє, то, як правило, для уникнення конфлікту змушена швидко одружитися з партнером.
У культурах західної цивілізації, де ще присутнє моральне засудження дошлюбних сексуальних зв'язків[джерело?], у людей, що вступають у них, може спостерігатися «сексуальний комплекс Трістана та Ізольди», при якому людина, що має секс до шлюбу, відчуває одночасно провину і задоволення; після шлюбу провина більше не проявляється, але й потяг спадає внаслідок зниження пов'язаного емоційного фону.